# Pjotr Alexandrowitsch Chochrjakow
Pjotr Alexandrowitsch Chochrjakow (russisch Петр Александрович Хохряков; * 16. Januar 1990 in Nischnekamsk, Russische SFSR) ist ein russischer Eishockeyspieler, der seit Mai 2018 bei Salawat Julajew Ufa in der Kontinentalen Hockey-Liga unter Vertrag steht.

## Karriere
Pjotr Chochrjakow begann seine Karriere als Eishockeyspieler in seiner Heimatstadt in der Nachwuchsabteilung von Neftechimik Nischnekamsk, für dessen zweite Mannschaft er von 2005 bis 2008 in der drittklassigen Perwaja Liga aktiv war. Seit der Saison 2008/09 spielt er für Neftechimiks Profimannschaft in der Kontinentalen Hockey-Liga sowie parallel seit 2009 für dessen Juniorenmannschaft Reaktor Nischnekamsk in der multinationalen Nachwuchsliga Molodjoschnaja Chokkeinaja Liga. In seiner ersten Profispielzeit stand er zudem parallel für Neftjanik Leninogorsk in der Wysschaja Liga, der zweiten russischen Spielklasse, auf dem Eis.
Bis zum Dezember 2014 spielte Chochrjakow in der KHL für Neftechimik und absolvierte dabei über 200 KHL-Partien, ehe er, im Rahmen einer Vereinbarung beim Wechsel von Igor Makarow, an den SKA Sankt Petersburg abgegeben wurde. Mit dem SKA gewann er 2015 den Gagarin-Pokal. Nach diesem Erfolg verließ er den Militärsportverein und wurde vom HK Awangard Omsk verpflichtet, für den er bis 2018 spielte.

### International
Für Russland nahm Chochrjakow an der U20-Junioren-Weltmeisterschaft 2010 teil. Im Turnierverlauf erzielte er in sechs Spielen ein Tor und zwei Vorlagen.

## Erfolge
- 2015 Gewinn des Gagarin-Pokals mit SKA Sankt Petersburg

## KHL-Statistik
(Stand: Ende der Saison 2018/19)